# Nationalstraße 3 (Irland)
Die Nationalstraße 3, (englisch N3 road, irisch bóthar N3), ist eine 127 km lange Nationalstraße in der Republik Irland, die vom Dubliner Autobahnring M50 motorway nach Nordnordwesten nach Cavan führt. Bei Belturbet geht die N2 in die nordirische A509 road über.
Zwischen Junction 4 und Kells wurde die N3 durch den M3 motorway ersetzt.